# Yukiko Goda
Pour les articles homonymes, voir Goda (homonymie).
Yukiko Gōda (合田 裕紀子, Gōda Yukiko) est une biologiste moléculaire japonaise, professeure et chef de groupe à l'Institut des sciences et technologies d'Okinawa. Ses recherches portent sur la communication neuronale via les synapses. Elle est élue membre de l'Organisation européenne de biologie moléculaire en 2023.

## Formation
Gōda naît à Osaka, mais grandit entre le Japon et le Canada parce que son père travaille dans une société commerciale. Elle étudie au lycée de Toronto et obtient une bourse pour fréquenter l'université de Toronto. Bien qu'elle envisage initialement la littérature, Gōda s'intéresse aux sciences au cours de ses études de premier cycle et passe ses vacances d'été à effectuer des stages de recherche en chimie et en biologie. Elle travaille dans le laboratoire de Jack Greenblatt (en), où elle étudie la transcription des bactériophages,. Elle se forme en biologie cellulaire et complète ses recherches doctorales à l'université Stanford avec Suzanne Pfeffer (en), où elle étudie le transport vésiculaire des endosomes jusqu'au complexe de Golgi. Elle suit un cours sur la neurobiologie du développement au Cold Spring Harbor Laboratory, où elle apprend que le groupe de Stevens étudie la plasticité synaptique in vivo. Gōda rejoint le Salk Institute for Biological Studies en tant que chercheuse postdoctorale avec Charles F. Stevens (en), où elle se spécialise en électrophysiologie et étudie la manière dont les neurones modifient leurs forces synaptiques,. Elle obtient son doctorat en 1990 avec une thèse intitulée « Molecular analysis of vesicular transport from endosomes to the trans Golgi network ».
Gōda crée finalement son propre laboratoire à l'Université de Californie à San Diego. En 2001, elle rejoint le Conseil de la recherche médicale de l'University College de Londres.

## Recherche et carrière
En 2011, Gōda retourne au Japon, où elle crée son propre groupe de recherche à Riken. Elle rejoint l'Institut des sciences et technologies d'Okinawa en 2022. Ses recherches ont découvert les processus impliqués dans les interactions trans -synaptiques. Gōda a consacré sa carrière à la compréhension des mécanismes moléculaires de la fonction synaptique, y compris l'homéostasie synaptique et d'autres types de plasticité. 

## Prix et distinctions
- 2013 Prix commémoratif Tsukahara[7]
- 2014 Élue membre du Conseil scientifique du Japon (en)
- 2023 Élue membre de l'Organisation européenne de biologie moléculaire[8]

## Publications (sélection)
- (en) Karine Pozo et Yukiko Goda, « Unraveling mechanisms of homeostatic synaptic plasticity », Neuron, Cell Press et Elsevier, vol. 66, no 3,‎ 1er mai 2010, p. 337-351 (ISSN 0896-6273 et 1097-4199, OCLC 17223779, PMID 20471348, PMCID 3021747, DOI 10.1016/J.NEURON.2010.04.028).
- (en) Martin Geppert, Yukiko Goda, Robert E. Hammer, Cai Li, Thomas W. Rosahl, Charles F. Stevens et Thomas C. Südhof, « Synaptotagmin I: a major Ca2+ sensor for transmitter release at a central synapse », Cell, Cell Press et Elsevier, vol. 79, no 4,‎ 18 novembre 1994, p. 717–727 (ISSN 0092-8674 et 1097-4172, OCLC 1792038, PMID 7954835, DOI 10.1016/0092-8674(94)90556-8).
- (en) Lorenzo A Cingolani et Yukiko Goda, « Actin in action: the interplay between the actin cytoskeleton and synaptic efficacy », Nature Reviews Neuroscience, NPG, vol. 9, no 5,‎ 1er mai 2008, p. 344-356 (ISSN 1471-003X et 1471-0048, OCLC 45495476, PMID 18425089, DOI 10.1038/NRN2373).